# Stadionul Råsunda
Stadionul Råsunda (Råsunda Fotbollstadion, Råsundastadion, sau doar Råsunda) este stadionul echipei naționale de fotbal a Suediei. Acesta este situat în cartierul Solna din Stockholm și este numit Råsunda după zona centrală a cartierului.

## Istorie
Stadionul a fost deschis în anul 1937. Meciul de deschidere a avut loc pe 18 aprilie 1937, când AIK Solna a jucat împotriva echipei Malmö FF, AIK câștigând meciul cu 4-0. Inaugurarea oficială a avut loc 17 mai 1937 la un meci dintre Anglia și Suedia care s-a încheiat 0-4, pentru Anglia. 40 000 de spectatori au fost în tribune la acel meci.

### Cupa Mondială din 1958
La Cupa Mondială din 1958, Råsunda a fost unul din cele 12 stadioane în care s-au jucat meciuri. Arena a fost extinsă pentru a găzdui 50 000 de persoane. Råsunda a găzduit toate meciurile Suediei din faza grupelor, un meci în sferturile de finală și finala Cupei Mondiale între Suedia și Brazilia, care s-a încheiat 5-2 pentru Brazilia. 
În mijlocul anilor 1980, tribuna de vest a fost demolată  și reconstruită împreună cu o clădire înaltă de 80 de metri langă tribuna de sud. La 20 aprilie 1985 stadionul a fost redeschis cu un meci dintre AIK și Örgryte IS, care a fost câștigat cu 1-0 de Örgryte. În mijlocul anilor 1990, tribunele de nord si de sud au fost renovate.

Stadionul Råsunda, după meciul Suedia-Brazilia din august 2012.

### Utilizare
Råsunda are o capacitate de 35,000-36,608 locuri, în funcție de modul de utilizare.  Stadionul este utilizat de AIK Solna ,care joacă meciurile de pe teren propriu aici, și de asemenea găzduiește meciuri-derby dintre echipe din Stockholm. Acesta găzduiește, de asemenea, sediul central al Asociației de Fotbal suedeze, precum si 75% din meciurile de acasă ale echipei naționale de fotbal în fiecare an. Stadionul a fost evaluat de UEFA la 4 stele. 
Råsunda este primul stadion care a găzduit finala Cupei Mondiale atât la fotbal masculin, cât si la fotbal feminin. Arena a găzduit finala de la Campionatul Mondial de Fotbal 1958 și finala Campionatul Mondial de Fotbal Feminin din 1995. Alt stadion cu această performanță este Rose Bowl din Pasadena, California, Statele Unite ale Americii (Cupa Mondială de fotbal masculin din 1994, Cupa Mondială de fotbal feminin din 1999).
La 1 aprilie 2006, Federația Suedeză de Fotbal a anunțat că un nou stadion va fi construit în Solna. Noua arena va fi finalizată și pregătită pentru evenimentele sportive în 2012, iar Stadionul Råsunda va fi demolat. Noul stadion va avea o capacitate de 50.000 de spectatori. Numele arenei noi va fi Friends Arena - Swedbank a cumpărat numele cu 150 milioane SEK, dar a decis să-l numească în sprijinul organizatiei non profit Friends în 2012.

## Spectatori
Recordul de spectatori este de 52.943 și a fost stabilit pe 26 septembrie 1965, când Suedia a jucat împotriva Germaniei de Vest.
Djurgårdens IF a stabilit recordul de spectatori la un meci între două cluburi pe Råsunda. 48 894 de spectatori au fost pe 11 octombrie 1959 la meciul contra echipei IFK Göteborg.